# Сириций
Сириций (лат. Siricius PP.; ок. 320 — 26 ноября 399) — епископ Рима с 17 декабря 384 года по 26 ноября 399 года.

## Биография
Сириций был избран епископом Рима единогласно, несмотря на попытки антипапы Урсина воспрепятствовать этому. Он активно участвовал в управлении церковью, традиция связывает его с появлением священных декреталий и введением целибата. Указ 385 года гласил, что священники должны прекратить сожительство с жёнами.
Современник Амвросия Медиоланского и Мартина Турского. Когда испанский епископ и аскет Присциллиан, обвинённый своими коллегами-епископами в ереси, был казнён императором Магном Максимом, Сириций вместе с Амвросием и Мартином заявили протест против этого приговора.
Известен также тем, что отлучил от церкви свободомыслящего монаха Иовиниана.
Хотя некоторые источники говорят, что Сириций был первым епископом Рима, который стал именовать себя «Папой», другие источники утверждают, что титул «Папа» с III века был почётным обозначением любого епископа на Западе. На Востоке же он применялся только к епископу Александрийскому. С начала VI века этот титул стал применяться на Западе только к епископу Рима, что в итоге было закреплено в XI веке папой Григорием VII.
Сириций также является одним из пап, которые якобы впервые стали употреблять титул «понтифик», наряду с Каллистом I, Дамасом I, Львом I и Григорием I. Оксфордский словарь христианской церкви гласит, однако, что термин «понтифик» получил распространение лишь в XV веке, когда Ренессанс возбудил новый интерес к древнему Риму, и этот титул стал обычным почётным званием пап.
Канонизирован Католической церковью. Его праздник отмечается 26 ноября.